# زانوتا (شرکت)
زانوتا (به ایتالیایی: Zanotta) یک شرکت مبلمان ایتالیایی است که به‌ویژه برای قطعات نمادین طراحی ایتالیایی که در دهه‌های ۱۹۶۰، ۷۰ و ۸۰ میلادی تولید کرد، شناخته شده‌است. از جمله این مبلمان می‌توان به صندلی کیسهٔ لوبیا «ساکو» و اولین صندلی بادی «بلو» که به تولید-انبوه رسید. این شرکت در سال ۱۹۵۴ میلادی تأسیس شد و کارخانهٔ اصلی در نوا میلانزه است. در سال ۱۹۸۴ میلادی زانوتا بخش آزمایشی خود را به نام زابرو به ریاست الساندرو گوئریرو به همراه الساندرو مندینی و استفانو کاشیانی تأسیس کرد. از زمان مرگ مؤسس آن، آئورلیو زانوتا، در سال ۱۹۹۱ میلادی، توسط اعضای خانواده او اداره می‌شود. محصولات زانوتا در سال‌های ۱۹۶۷، ۱۹۷۹، ۱۹۸۷ و ۲۰۲۰ میلادی موفق به دریافت جایزهٔ پرگار طلا شدند.

## تاریخچه
این شرکت در سال ۱۹۵۴ میلادی توسط کارآفرین جوان آئورلیو زانوتا با کارخانهٔ تولیدی خود در نوا میلانزه تأسیس شد که تا به امروز باقی مانده‌است. در ابتدا زانوتا پولترونا نام داشت و در ساخت مبلمان سنتی و روکش شده تخصص داشت. با این حال، در اوایل دههٔ ۱۹۶۰ میلادی، این شرکت برای طراحی مدرن شهرت پیدا کرد و شروع به سفارش آثار آوانگارد توسط طراحانی مانند: آکیله و پیر جاکومو کاستیلیونی، گائه اولنتی، اتوره سوتساس، الساندرو مندینی و پیرو گاتی، چزاره پائولینی و فرانکو تئودورو کرد.
در سال ۱۹۶۵ میلادی، زانوتا یکی از اولین شرکت‌های مبلمان بود که از فوم پلی‌اورتان منبسط شده و ساختار بدون قاب در طراحی‌های خود استفاده کرد، به‌ویژه سری کاناپه‌ها و صندلی‌های دسته‌دار «دور انداختنی» که توسط ویلی لندلز طراحی شد. یکی از پایدارترین موفقیت‌های زانوتا صندلی کیسهٔ لوبیا «ساکو» ۱۹۶۸ میلادی، طراحی شده توسط پیرو گاتی، چزاره پائولینی و فرانکو تئودورو، بود. «ساکو» در سال ۲۰۲۰ میلادی جایزهٔ بیست و ششمین دورهٔ پرگار طلا را دریافت کرده‌است و در ۲۶ موزهٔ هنر مدرن در سراسر جهان به نمایش گذاشته شده‌است، از جمله موزهٔ هنر مدرن در نیویورک، موزهٔ ویکتوریا و آلبرت در لندن و موزهٔ هنرهای تزئینی در پاریس. در ابتدا قرار بود از برش‌های فوم پلی‌اورتان برای پر کردن استفاده شود اما در نهایت با دانه‌های پلی‌استایرن پر شد. از دههٔ ۱۹۷۰ میلادی، زانوتا با انتشار مجدد طرح‌های قبلی که در زمان خود برای تولید انبوه بیش از حد آوانگارد محسوب می‌شدند، به موفقیت بیشتری دست یافت. این‌ها شامل صندلی فولادی لوله‌ای شکل «لاریانا» طراحی شده توسط جوزپه تراگنی در سال ۱۹۳۶ میلادی و چهارپایهٔ «مزادرو» طراحی شده توسط آکیله و پیر جاکومو کاستیلیونی در اواخر دههٔ ۱۹۵۰ میلادی بود.
زانوتا، بخش آزمایشی زابرو را در سال ۱۹۸۳ میلادی به ریاست الساندرو مندینی و الساندرو گوئریرو تأسیس کرد. از جمله قطعاتی که زابرو تولید کرد، صندلی «دوریفورا» مندینی در سال ۱۹۸۴ میلادی و مجموعهٔ مبلمان «حیوانات اهلی» طراحی شده توسط آندره‌آ برانزی در سال ۱۹۸۶ میلادی بود. این شرکت زانوتا ادیتسیونی را با هماهنگی استفانو کاشیانی در سال ۱۹۸۹ میلادی راه‌اندازی کرد، «مجموعه‌ای ویژه که مرزهای بین هنر و طراحی را بررسی می‌کرد.» این قطعات در نسخه‌های محدود و ترکیبی از تولید صنعتی با تزئینات نقاشی شدهٔ دستی تولید شدند.

در سال ۱۹۸۹ میلادی، آئورلیو زانوتا و چند تن از طراحان او از جمله آکیله کاستیلیونی، گائه اولنتی، آندره‌آ برانزی و اتوره سوتساس در کنفرانس بین‌المللی طراحی در آسپن شرکت کردند. موضوع کنفرانس در آن سال مانیفست ایتالیایی بود. زانوتا در سخنرانی خود در کنفرانس، ظهور انقلاب اواسط قرن بیستم در طراحی ایتالیایی و سالهای اولیه کسب و کار خود را شرح داد:
«آن سال‌ها سرشار از نشاط بود، انفجاری از انرژی سازنده وجود داشت، میل عمیقی برای روبیدن گذشته و ایجاد دنیایی جدید، پدیدهٔ طراحی ایتالیایی ناشی از این تمایل گسترده برای تجدید همه چیز بود.»
پس از مرگ آئورلیو زانوتا در سال ۱۹۹۱ میلادی، این شرکت در خانوادهٔ او باقی ماند. از سال ۲۰۰۲ میلادی توسط سه فرزند زانوتا، الئونورا، فرانچسکا و مارتینو اداره می‌شود. شرکت ایتالیایی مبلمان تکنو ۸۰٪ از سهام زانوتا را در سال ۲۰۱۷ میلادی خریداری کرد. با این حال، این دو شرکت ساختارهای تولید، طراحی و مدیریت جداگانه‌ای دارند.

## نگارخانه

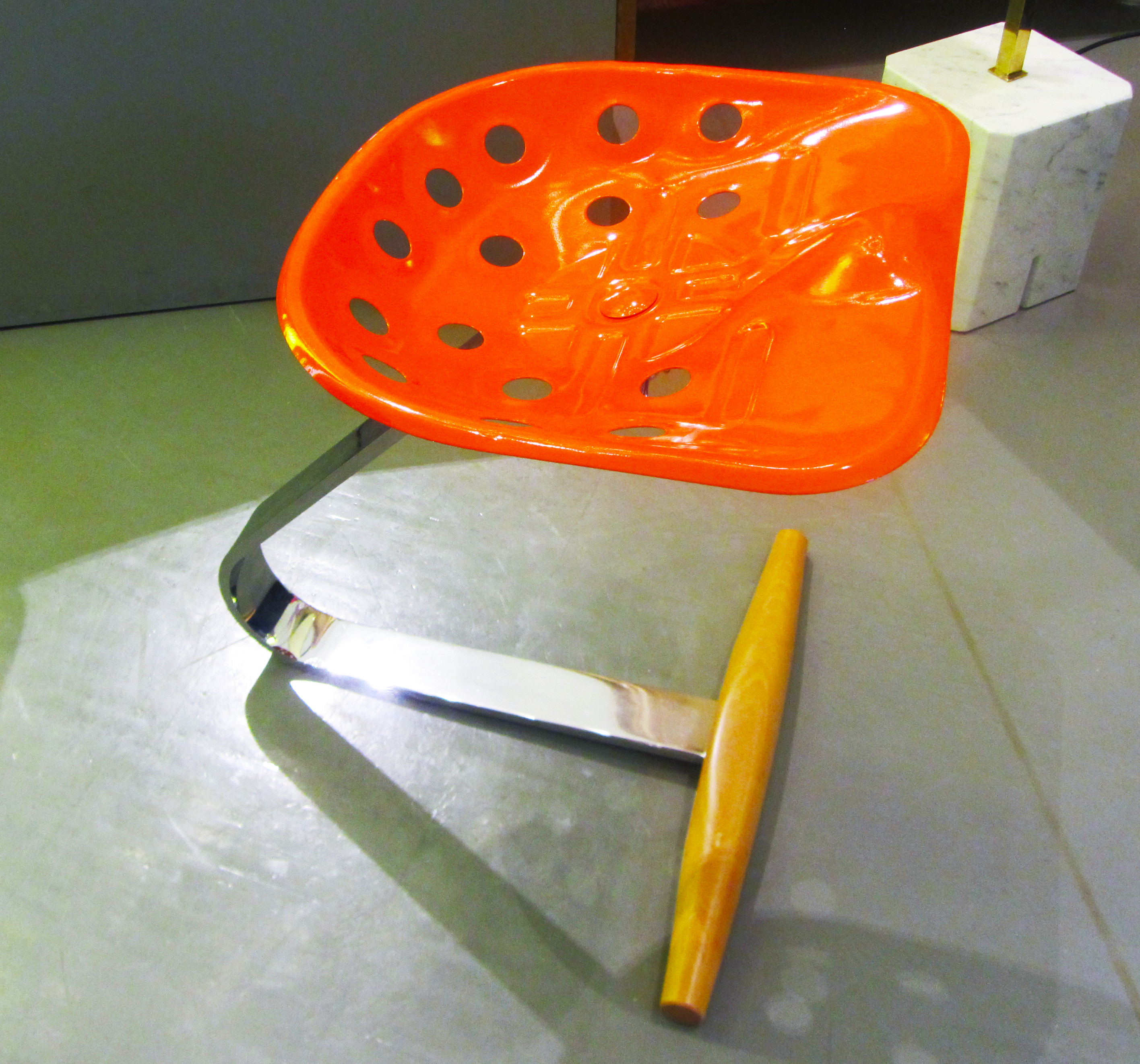
چهارپایهٔ «مزادرو»، طراحی توسط: آکیله و پیر جاکومو کاستیلیونی، (۱۹۵۰ میلادی)
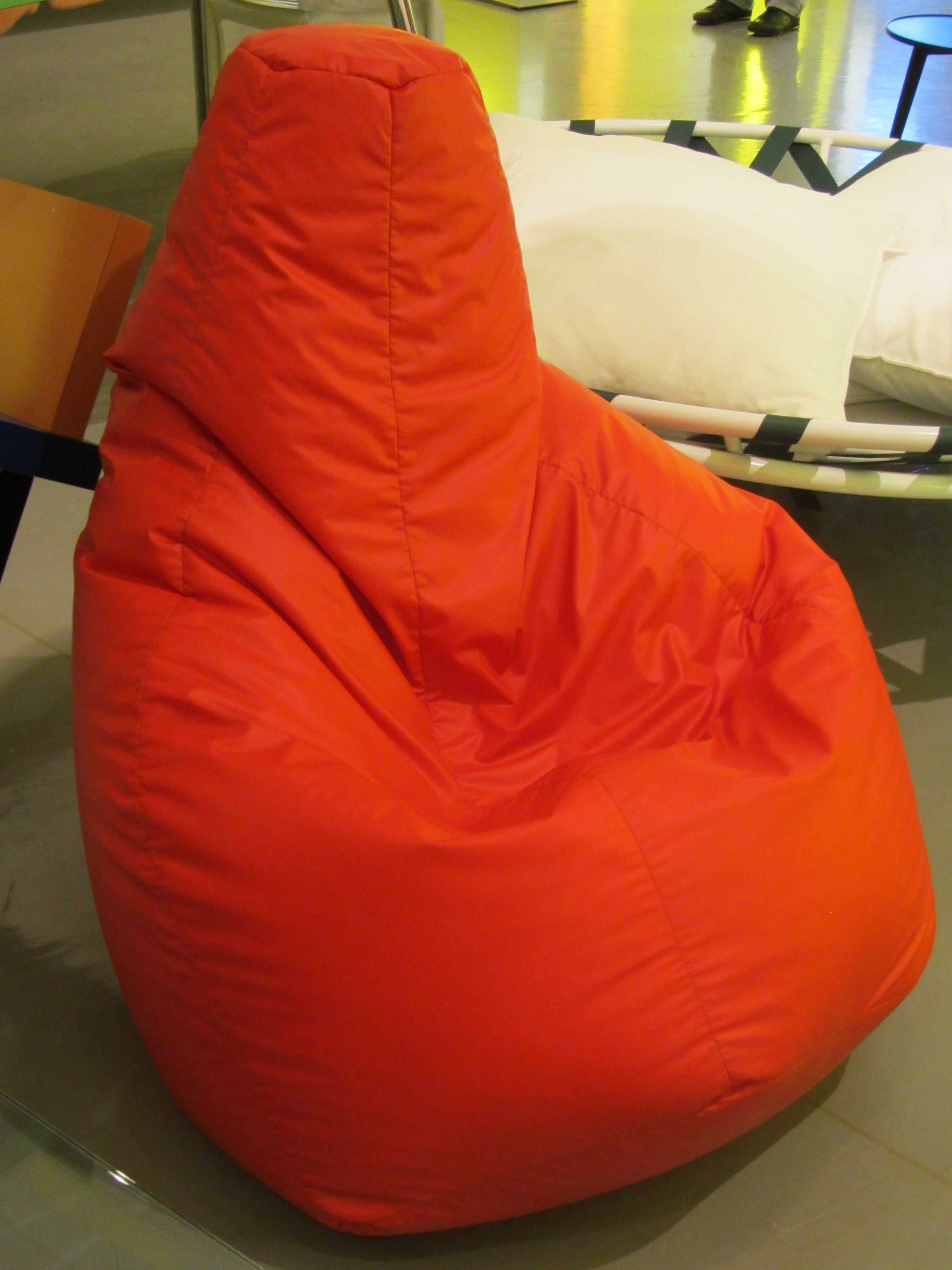
صندلی «ساکو»، طراحی توسط: پیرو گاتی، چزاره پائولینی و فرانکو تئودورو، (۱۹۶۸ میلادی)
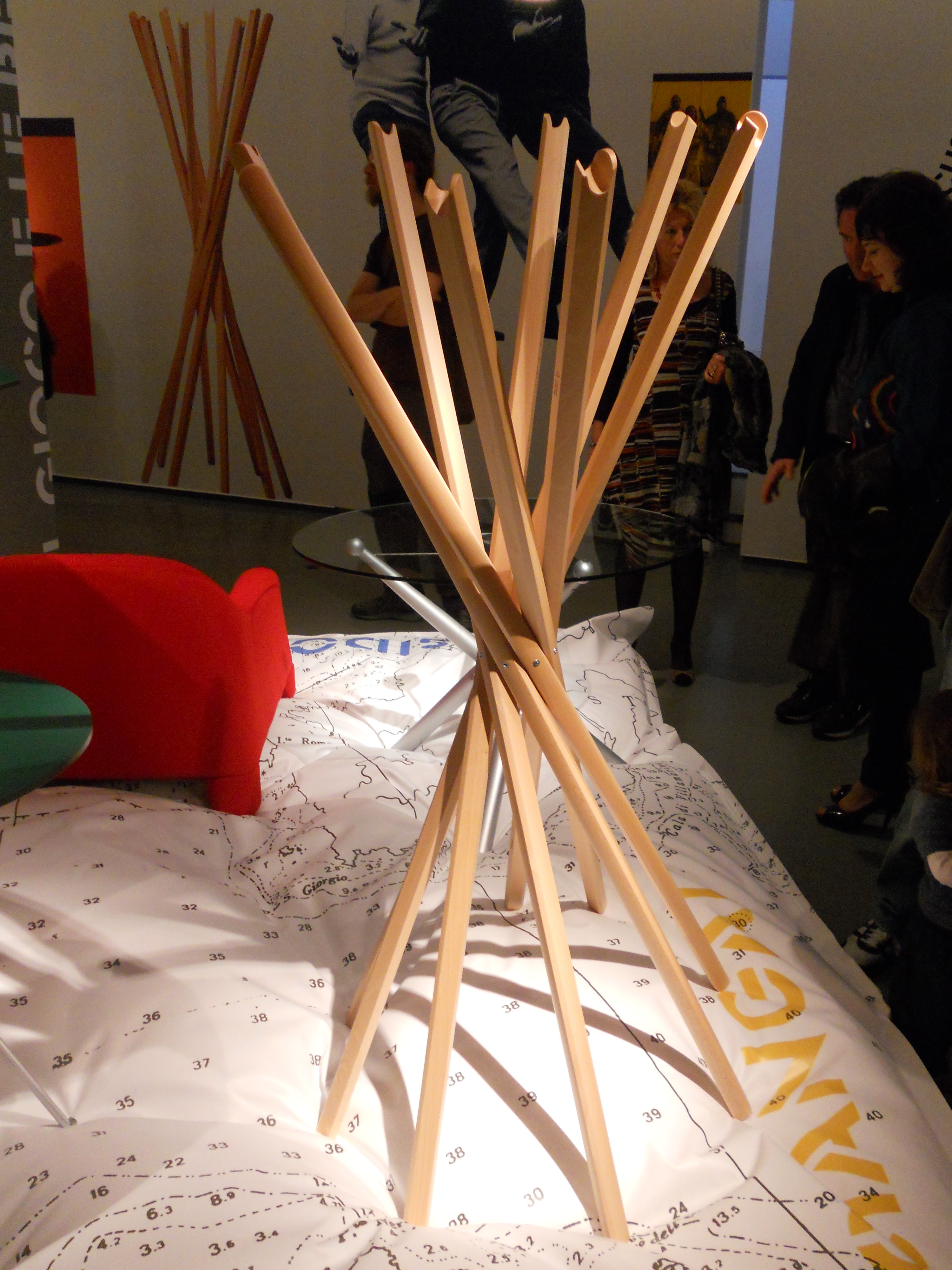
رخت آویز «شانگای»، طراحی توسط: جاناتان دی پاس، دوناتو د'وربینو و پائولو لوماتزی، (۱۹۷۳ میلادی)
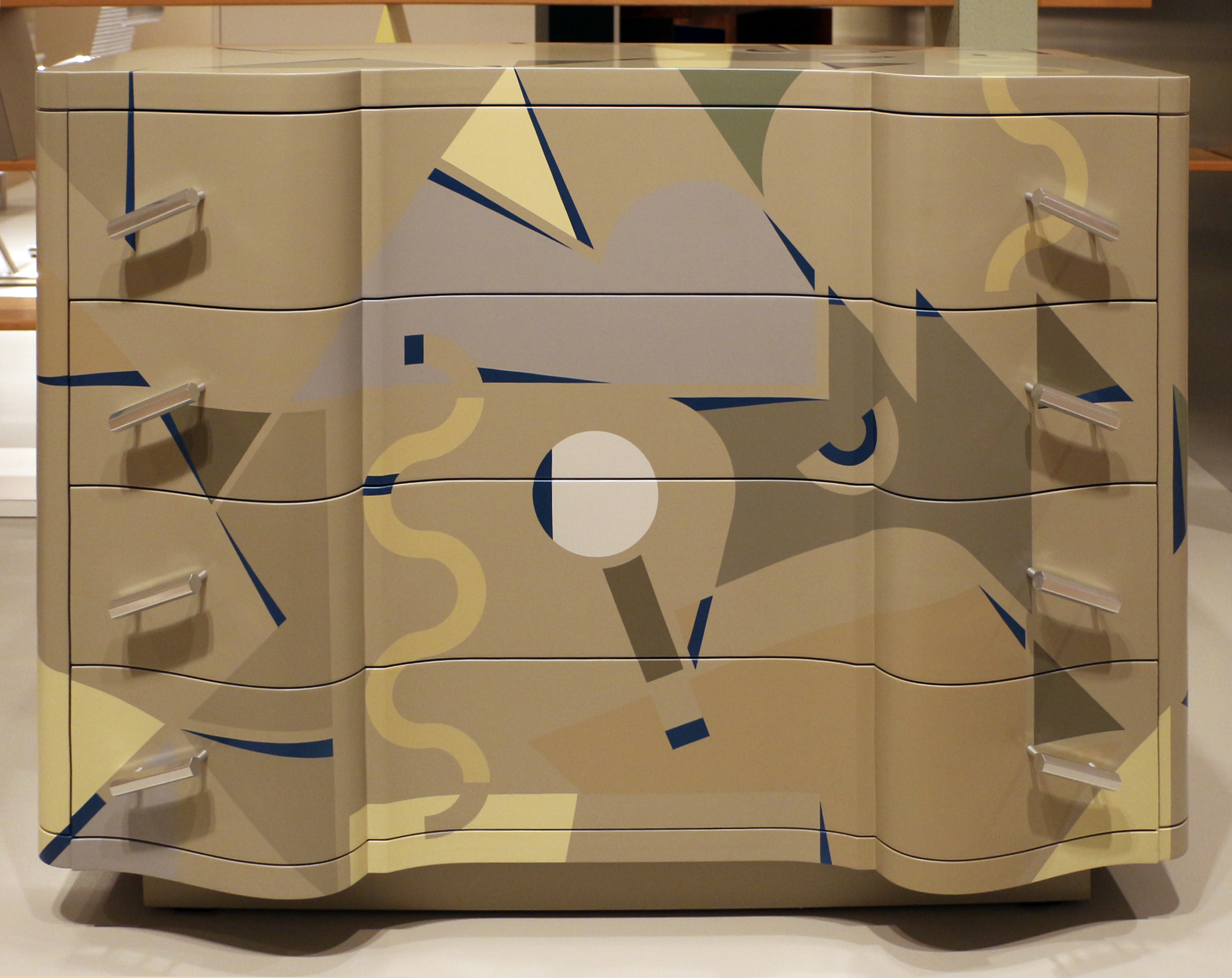
صندوق کشودار «چِتونیا»، طراحی توسط: الساندرو مندینی، (۱۹۸۴ میلادی)

## یادداشت
1. ↑  «ویلی لندلز» (زاده ۱۹۲۸ میلادی) نقاش و طراح ایتالیایی الاصل است. او همچنین از اواخر دهه ۱۹۶۰ تا ۱۹۸۹ میلادی سردبیر مجلهٔ هارپرز اند کوئین بود.
2. ↑  «الساندرو گوئریرو» (متولد ۱۹۴۳ میلادی) یک معمار و طراح ایتالیایی است. او بنیانگذار گروه طراحی رادیکال ایتالیایی استودیو آلکیمیا است.